# بحيرة فوستوك
بحيرة فوستوك (بالروسية:Восток озеро وتعني "بحيرة الشرق") هي أكبر البحيرات شبه الجليدية من بين أكثر من 140 بحيرة معروفة من هذا النوع. وتم حفرها مؤخرا في من قبل العلماء الروس. الجليد المغطي لهذه البحير يوفر سجلاً مناخياً للعصور السحيقة paleoclimatic المستمر من 400,000 سنة، على الرغم من أنه قد تكون مياه البحيرة نفسها معزولة لمدة 15 إلى 25 مليون سنة.
وهي بحيرة تحت ثلج متلبد فوقها بسماكة 3600 متر، وما زالت مياهها كما كانت منذ 20 مليون عام. وتقع البحيرة بمنطقة من القطب الجنوبي ترتفع 3500 متر عن سطح البحر، وتم اكتشافها في 1996 برصد من أقمار اصطناعية ومجسات استشعار ورادارات بالمسح الاسترجاعي للضوء.

## جدلية البيئة
وقد تمت معارضة مشروع حفر من قبل بعض الجماعات المدافعة عن البيئة والعلماء الذين قالوا بأن الحفر بالمياه الساخنة سيلحق ضررا أقل على البيئة من الطريقة التي حرف الروس فتحة الأستكشاف الخاصة بهم. ولكن الروس أوضحوا أن الحفر بالمياه الساخنة بحاجة إلى مزيد من الطاقة يفوق ما يمكنهم توليده في معسكرهم البعيد. العلماء من المجلس الوطني للبحوث في الولايات المتحدة قالوا أنه ينبغي أن يفترض وجود حياة ميكروبية في بحيرة فوستوك وذلك بعد عزلة طويلة كهذه، وأن أي شكل من أشكال الحياة في بحيرة كهذه يتطلب حماية مشددة من التلوث. الرواسب الموجودة في أرضية البحر تعطي مؤشرات على المناخ على المدى الطويل، ومن المتوقع أن تسهم النظائر المشعة في المياه بمساعدة الجيولوجيين على تحديد كيف ومتى تشكلت البحيرات تحت الجليدية مثل بحيرة فوستوك. سوف تكون هناك حاجة لإجراءات إزالة التلوث موثقة بدقة لتحديد مصداقية البيانات العلمية التي تم الحصول عليها.
تقنية الحفر الأصلية التي استخدمها الروس تنطوي على استخدام الفريون والكيروسين لتليين البئر ومنعها من الانهيار وتجميد أكثر؛. وقد استخدمت 60 طنا من هذه المواد الكيميائية حتى الآن على الجليد فوق بحيرة فوستوك. الدول الأخرى، وخاصة الولايات المتحدة وبريطانيا، قد فشلت في اقناع الروس بعدم ثقب البحيرة حتى تصبح التكنولوجيات النظيفة مثل الحفر بالمياه الساخنة متاحة. على الرغم من أن الروس يدعون أن لديهم تحسن عملياتهم، فإنهم يستمرون في استخدام نفس البئر التي سبق أن تم حفرها مع الكيروسين. ووفقا لرئيس البعثة الروسية في القطب الجنوبي، فاليري لوكين، أنه قد تم تطوير معدات جديدة من قبل الباحثين في معهد سانت بطرسبورغ للفيزياء النووية من شأنها أن تضمن أن البحيرة لا تزال غير ملوثة عند الوصول إليها. لوكين طمأن مرارا الدول الأخرى الموقعة على معاهدة القطب الجنوبي إلى أن الحفر لن يؤثر على البحيرة، بحجة أن عند الاختراق سوف تندفع المياه في البئر وتتجمد مما يدفع السوائل الكيماوية خارج البحيرة ويختمها.

## أنظر أيضاً
- القارة القطبية الجنوبية
- بحيرة تحت جليدية
- بحيرة ويليانز
- بحيرة إلسوورث